# 샤토 라피트 로쉴드
샤토 라피트 로쉴드(프랑스어: Château Lafite-Rothschild)는 프랑스의 로쉴드 금융 그룹이 소유하고 있는 프랑스의 샤토이자 이 샤토에서 만들어지는 포도주이다. “라피트”라는 이름은 가스콩어로 작은 언덕을 뜻하는 'la hite'에서 유래한다. 1855년 보르도 포도주 분류법 선정에서, 보르도 포도주로서는 오직 4개의 샤토만이 프르미에 크뤼를 받았는데, 이는 가격에 기초한 것이었다. 이들 4개의 샤토 중에서 리스트에 가장 위쪽에 있는 것이 바로 세계에서 가장 비싼 적포도주를 꾸준히 생산하고 있는 샤토 라피트 로쉴드이다.

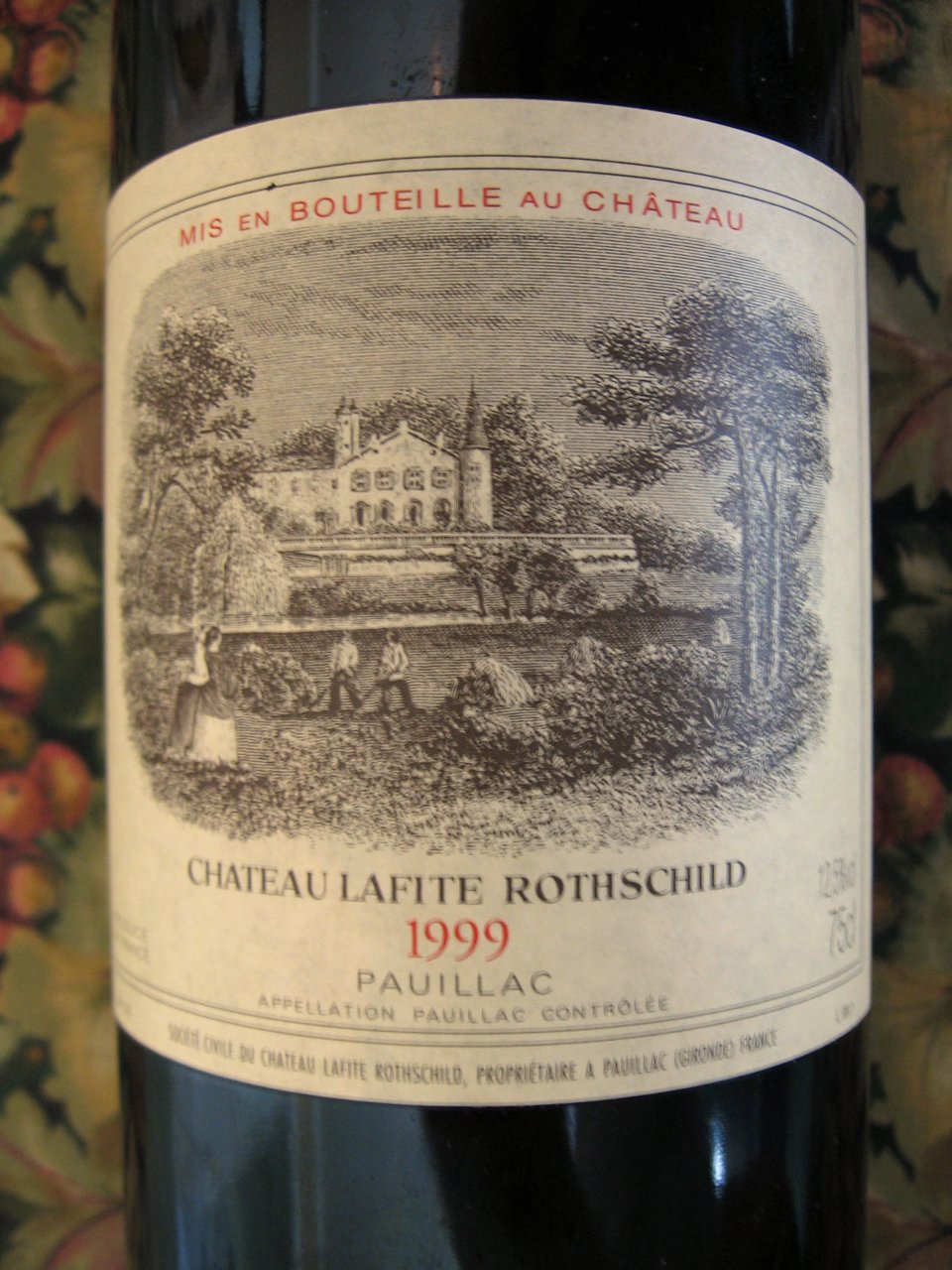
1999년 빈티지의 라피트 로쉴드

## 역사
보르도의 북서쪽에 위치한 메독, 포이약의 넓은 포도주 생산지에 위치하고 있으며 적어도 14세기부터 소유된 농장이다. 16세기에 만들어진 이래 지금도 존재하는 장원(莊園)을 포함하여 샤토 라피트의 소유권은 17세기에 세귀 가문이 사들였다. 1680년경에는 거의 확실하게 이 곳에 포도 나무가 존재하고 있었는데 세귀의 자크가 포도밭의 대부분을 경작하였다.
18세기 초에는 세귀 가문의 니콜라 알렉상드르 후작이 이 농장의 포도주 제조 기술을 새롭게 하였고 유럽의 상류 사회에 그 포도주를 소개하였다. 오래지 않아, 그는 “포도주 왕자”로 불리게 된다. 그리고 리슐리외의 계속적인 지원으로 샤토 라피트의 포도주는 “왕의 포도주”로 불리게 된다. 18세기 후반에는 라피트의 명성은 확실해졌으며 토머스 제퍼슨은 이 농장을 방문하고 평생의 고객이 되기도 하였다.
프랑스 혁명에 이어, 1794년 6월 30일의 니콜라 피에르 드 피샤르의 처형을 가져온 이른바 "공포정치"는 이 농장에 대한 세귀 가문의 소유권도 바꾸어 놓았다. 1797년 포도 농장은 네덜란드인 상인 집단에 팔리게 된다.
19세기 전반에 이 농장의 소유권은 Vanlerberghe 가문으로 넘어가면서 포도주는 더욱 향상되었다. 특히 1795년, 1798년, 1818년 빈티지가 우수하다. 1868년 8월 8일 이 농장은 제임스 마이어 로쉴드 남작이 440만 프랑에 사들여, "샤토 라피트 로쉴드"가 되었다. 그러나 제임스 남작은 그로부터 3개월 뒤 사망하였다. 이제 농장은 그의 세 아들, 알퐁스, 귀스타프 그리고 에드몽이 공유하게 되었다.
20세기는 포도나무뿌리진디의 창궐과 두 차례의 세계대전 등으로 인해 흥망의 시기였다. 제2차 세계 대전 때는 이 샤토를 독일 육군이 점령하여 보관되어 있던 포도주가 약탈되는 등 심하게 피해를 입었다. 엘리에 드 로쉴드를 승계하여 그의 조카인 에릭 드 로쉴드가 1974년부터 라피트를 경영하고 있다.

## 포도밭
포도밭은 메독에서 가장 크며 약 1 km2에 달한다. 그리고 매년 3만5천 상자 정도가 생산되는데 그 중 1만5천~2만5천 상자가 유명한 프르미에 크뤼이다. 포도 나무는 카베르네 소비뇽이 70%, 메를로가 25%, 카베르네 프랑이 3%, 프티 베르도가 2%인데, 최종적으로 생산되는 포도주는 80~90%가 카베르네 소비뇽이고 5~20%가 메를로이며, 3% 이상이 카베르네 프랑과 프티 베르도이다. 가끔 예외도 있어, 1961년 빈티지는 100%가 카베르네 소비뇽이었다. 프르미에 크뤼 이외에도 3분의 1 가량의 포도주는 되지엠 크뤼인 카뤼아드 드 라피트라는 라벨이 붙여진다.

## 빈티지
상급의 빈티지들은 다음과 같다. (보다 특별한 빈티지는 굵은 글씨)
1795년, 1798년, 1801년, 1802년, 1814년, 1815년, 1818년, 1834년, 1841년, 1846년, 1847년, 1848년, 1858년, 1864년, 1869년, 1870년, 1876년, 1899년, 1900년, 1906년, 1926년, 1929년, 1945년, 1947년, 1949년, 1955년, 1959년, 1961년, 1975년, 1976년, 1982년, 1985년, 1986년, 1989년, 1990년, 1995년, 1996년, 1998년, 1999년, 2000년, 2003년, 2005년
2004년에 대한민국에서는 샤토 라피트 로쉴드 1928년의 추정가가 450만∼600만원으로 평가된 바 있다.

## 같이 보기
- 보르도 포도주
- 프랑스 와인
- 샤토 무통 로쉴드